# De Dion-Bouton Type AC
Der De Dion-Bouton Type AC ist ein Pkw-Modell aus der Anfangszeit des 20. Jahrhunderts. Hersteller war De Dion-Bouton aus Frankreich.

## Beschreibung
Die Zulassung durch die nationale Zulassungsbehörde erfolgte am 6. Januar 1905. Vorgänger war der Type S.
Der Zweizylindermotor hat 100 mm Bohrung, 110 mm Hub, 1728 cm³ Hubraum, war damals in Frankreich mit 12 Cheval fiscal (Steuer-PS) eingestuft und leistet etwa genauso viel PS. Er ist vorne im Fahrgestell montiert und treibt über ein Dreiganggetriebe und eine Kardanwelle die Hinterräder an. Der Wasserkühler befindet sich unterhalb der Motorhaube vor der Vorderachse. Die Hinterachse ist eine De-Dion-Achse.
Die Basis bildet ein Pressstahlrahmen. Der Radstand beträgt wahlweise 2223 mm oder 2749 mm, die Spurweite 1369 mm. Für den langen Radstand ist eine Fahrzeuglänge von 3776 mm bekannt. Die Vorderräder haben zehn Speichen, die Hinterräder zwölf.
Bekannt sind Aufbauten als Phaeton und Doppelphaeton.
Das Modell wurde nur im Jahr 1905 produziert. Nachfolger wurde der Type AN, der im Januar 1906 seine Zulassung erhielt.